# Hlásková spodoba
Výrazem asimilace (česky též spodoba) se v jazykovědě označují hláskové změny, které vznikají většinou kvůli zjednodušení výslovnosti. Jedná se o přizpůsobení jedné hlásky jiné hlásce, většinou sousední. Přizpůsobená (asimilovaná) hláska může měnit své různé vlastnosti (znělost, palatálnost, místo tvoření v mluvidlech, tón hlásky apod.)
Asimilaci je možné popsat ze synchronního nebo diachronního hlediska. Synchronní asimilace je běžný jev, který nastává v daném jazyce v dané době, diachronní asimilace je už „hotová“ asimilace vzniklá historickým vývojem; např. italské dottore vzniklo z latinského doctor(em) (ct se asimilovalo na tt).

## Vlastnosti asimilace
Asimilace se dá popsat z několika různých hledisek:

### Směr asimilace
- Při progresivní (též postupné) asimilaci se vlastnost hlásky první v pořadí nemění a přizpůsobuje se jí hláska následující. Například v češtině se znělost hlásky /ř/ mění v závislosti na předchozí souhlásce: ve slově tři je ř neznělé, ve slově dři znělé. V angličtině se přípona množného čísla -s mění na znělou po znělých souhláskách: bag + -s > bags (vyslovuje se [bægz]).

- Při regresivní (též zpětné) asimilaci se mění vlastnost hlásky první v pořadí, hláska v pořadí druhá zůstává nezměněna. V češtině může sloužit za příklad slovo sbírat, v němž se neznělá předpona s- (viz seberu) znělostí přizpůsobuje následující znělé souhlásce. Regresivní asimilace se vyskytuje v jazycích běžně, progresivní asimilace je méně častá.

V ojedinělých případech může nastávat u téhož typu slov obojí asimilace. Např. v češtině se souhlásková skupina sh vyslovuje v Čechách s asimilací progresivní (shoda se vyslovuje schoda [sxoda]), na Moravě s asimilací regresivní (shoda se vyslovuje zhoda [zhoda]).
- Vzácně se vyskytuje asimilace reciproká (vzájemná), při níž se navzájem ovlivní více hlásek a v obou nastanou změny. Reciprokou asimilací vzniklo ze staroněmeckého fisk středoněmecké visch (novoněmecky Fisch); tento druh asimilace je častý ve starém indickém jazyce pálí (např. z původního vatsa vzniklo vaccha (c zde označuje [ʦ], ch [ʦ] s přídechem)).

### Rozsah asimilace
- Částečná asimilace: asimilovaná hláska se v některé své vlastnosti přizpůsobí hlásce, která způsobuje asimilaci, ale jinak zůstává beze změny. Všechny dosud uvedené příklady se vztahují k asimilaci částečné.
- Úplná asimilace: asimilovaná hláska se mění v tutéž hlásku jako hláska působící asimilaci. Úplná asimilace je běžná např. v latině – ve slově illegibilis se koncová souhláska předpony in- změnila na stejnou souhlásku, kterou začíná základ slova (legibilis), tj. illegibilis < in- + legibilis. Úplná asimilace se vyskytuje v nemnoha jazycích, v češtině není.

### Vzdálenost asimilovaných hlásek
- Asimilace na blízko je asimilace, při níž asimilované hlásky leží v bezprostředním sousedství.
- Asimilace na dálku (dálková) je asimilace, při níž asimilované hlásky spolu nesousedí. Vyskytuje se většinou u samohlásek (např. latinský slovesný tvar indikativu perfekta aktiva pupugit vznikl z předpony pe- a základu pugit, samohláska předpony se asimilovala na dálku se samohláskou první slabiky základu). Pokud je v jazyce dálková asimilace samohlásek běžným jevem, mluvíme o vokálové (vokalické) harmonii.

## Vlastnosti asimilovaných hlásek
Některé vlastnosti hlásek, které podléhají částečné asimilaci:
- Asimilace znělosti – asimilovaná hláska přebírá znělost hlásky, která asimilaci vyvolává. Jde o velmi častý druh asimilace.
- Asimilace palatálnosti – asimilovaná hláska nepalatální se stává vlivem hlásky, která asimilaci vyvolává, sama palatální. Příklad v češtině: ve slově čeští se původní nepalatální s (srv. čes-ký) změnilo na palatální š vlivem následujícího palatálního ť. Některé takové asimilace jsou v češtině nespisovné ([heščí] místo [hezčí]).
- Asimilace místa tvoření – asimilovaná hláska mění místo tvoření shodně s hláskou, která asimilaci vyvolává. Např. v českém slově banka se alveolární [n] mění vlivem následujícího velárního (zadopatrového) k na velární [ŋ].